# Lindanor Celina
Lindanor Celina Coelho Casha (Castanhal, 21 de outubro de 1917 — Paris, 4 de março de 2003) foi uma escritora brasileira.

## Biografia
Lindanor nasceu em Castanhal, mas, como ela mesmo afirmava, abriu os olhos para o mundo no município de Bragança. Aos 11 anos de idade, mudou-se para Belém e foi interna do Colégio Santo Antônio. Retornou para Bragança como professora, foi aprovada em concurso público federal e nomeada para a cidade de São Luis, casando-se antes de 18 anos de idade na capital maranhense.
Ao ser transferida para Belém, obteve a primeira colocação no concurso nacional promovido pela Aliança Francesa, instituição da qual era aluna. O tema do teste foi a estação de sua preferência. "Eu não conhecia o outono, mas tinha uma paixão por essa estação porque havia lido o Verlaine, eu já cronicava desde 1954, no jornal Folha do Norte, e este concurso foi em 1957". O prêmio foi uma viagem a Paris, onde mais tarde viveria, com os três filhos para criar e separada. Na Folha, escreveu muitos anos na coluna "Minarete". Conviveu com vários jornalistas, poetas e escritores da cidade, mas quem acreditou no trabalho dela foi Machado Coelho, autor da orelha do romance Breve Sempre, em seguida Dalcídio Jurandir e depois o filósofo Benedito Nunes.
No ano de 1963, publicou seu primeiro livro, o romance Menina que vem de Itaiara. Foi citada como romancista de costumes pelo crítico Afrânio Coutinho, em virtude das "cenas e situações do livro que mostram a boa observação da autora". O Estado de S. Paulo escolhe o romance como "o livro do semestre", marco inicial de uma fecunda trajetória literária, abrindo caminho para Estrada de tempo-foi, Breve sempre, Pranto por Dalcídio Jurandir, A viajante e seus Espantos, Diário da Ilha e Eram assinalados.
Lindanor Celina foi tema da Gincana Literária, realizada na IX Feira Pan-Amazônica do Livro no dia 21 de Setembro de 2005, onde os alunos do Ensino Fundamental e Médio das Escolas do Pólo 4 - SEDUC (Secretaria de Estado de Educação) estudaram e responderam sobre a vida e obras da autora, comandada pelo escritor Carlos Correia Santos. Os familiares da escritora estiveram presentes no evento e colaboraram com os alunos levando pertences de Lindanor, que foram apresentados ao público, como roupas, chapéu, jóias, livros e fotografias.
Lindanor Celina enriqueceu a literatura regional da Amazônia e é considerada como romancista moderna, mais precisamente pós-moderna por causa da fusão do cotidiano com o ficcionismo mostrado em suas obras.

## Obras publicadas
- Menina que vem de Itaiara (primeiro romance - 1953, reeditado em 1995)
- Estradas do tempo-foi (romance, menção especial do III Prêmio Walmap de Literatura em 1969, publicado em 1971)
- Breve sempre (romance, menção honrosa do IV Prêmio Walmap de Literatura em 1971, publicado em 1973)
- Afonso contínuo, santo de altar (romance - 1986)
- Diário da ilha: crônicas (1992)
- Eram seis assinalados (romance - 1994)
- Crônicas intemporais (publicado post-mortem em 2003)
- Para Além dos Anjos: Aquele Moço de Caen (romance - escrito em 1973, publicado post-mortem em 2003)

## Obras sobre Lindanor Celina
- TUPIASSÚ, Amarilis; PEREIRA, João Carlos; BEDRAN, Madeleine. Lindanor, a menina que veio de Itaiara. Belém: Secult, 2004.